# Alès
Alès es una comuna francesa, situada en el departamento de Gard y la región de Occitania.
La población de Alès ostenta las tres flores del concurso de poblaciones floridas gracias al notable esfuerzo en las decoraciones florales de sus rotondas y explanadas. A los habitantes de Alès se les llama los Alésiens (alesianos).

## Historia

### Época galo-romana
Las excavaciones en la colina de L'Ermitage d'Alès han sacado a la luz restos de asentamientos galos del siglo I a. C., entre ellos un mosaico de la época de Julio César (primera mitad del siglo I a. C.). Su tamaño (35 m²) y la calidad de su decoración sugieren que Alès era un oppidum que aprovechaba su situación en la frontera entre la Galia independiente y la provincia romana de la Galia Transalpina para establecer un comercio rentable.
Bajo el mosaico se encontró una primera capa de suelo de cal, que data de algunos años antes, lo que sugiere la existencia de una "primera" capa de mosaico.
En excavaciones entre febrero y junio de 2025 en la zona de L'Ermitage se ha revelado en el yacimiento de Alésien una ocupación continua entre los siglos II y VI. En una domus romana de 750 m², se ha descubierto un mosaico geométrico polícromo, extraordinariamente bien conservado, además de algunos vestigios de pinturas murales.

## Demografía
Es la segunda comuna más poblada de Gard, solo superada por Nimes.
| 10 020 | 8944 | 9387 | 9906 | 15 884 | 13 566 | 17 838 | 18 871 | 20 084 | 20 257 | 19 964 | 19 230 | 20 893 | 22 255 | 22 514 | 24 356 | 24 382 | 24 940 | 27 435 | 29 831 | 36 455 | 42 021 | 43 248 | 41 385 | 34 731 | 36 893 | 41 360 | 42 818 | 44 245 | 43 268 | 41 037 | 39 346 | 40 108 | 41 031 | 40 219 |
| Para los censos de 1962 a 1999 la población legal corresponde a la población sin duplicidades (Fuente: INSEE [Consultar]) |      |      |      |        |        |        |        |        |        |        |        |        |        |        |        |        |        |        |        |        |        |        |        |        |        |        |        |        |        |        |        |        |        |        |

Su aglomeración urbana comprende catorce comunas. Tiene 221,13 km² de superficie y albergaba (población municipal de 2007) a 80 617 habitantes. Es también la segunda aglomeración urbana del departamento por su población.
| 58 399 | 57 634 | 64 892 | 68 630 | 71 655 | 74 733 | 76 856 | 76 159 | 80 617 |
| Para los censos de 1962 a 1999 la población legal corresponde a la población sin duplicidades (Fuente: INSEE [Consultar]) |        |        |        |        |        |        |        |        |

| Gráfica de evolución demográfica de Alès entre 1861 y 2001 |
|                                                            |
| Fuente ISTAT - elaboración gráfica de Wikipedia            |

## Administración

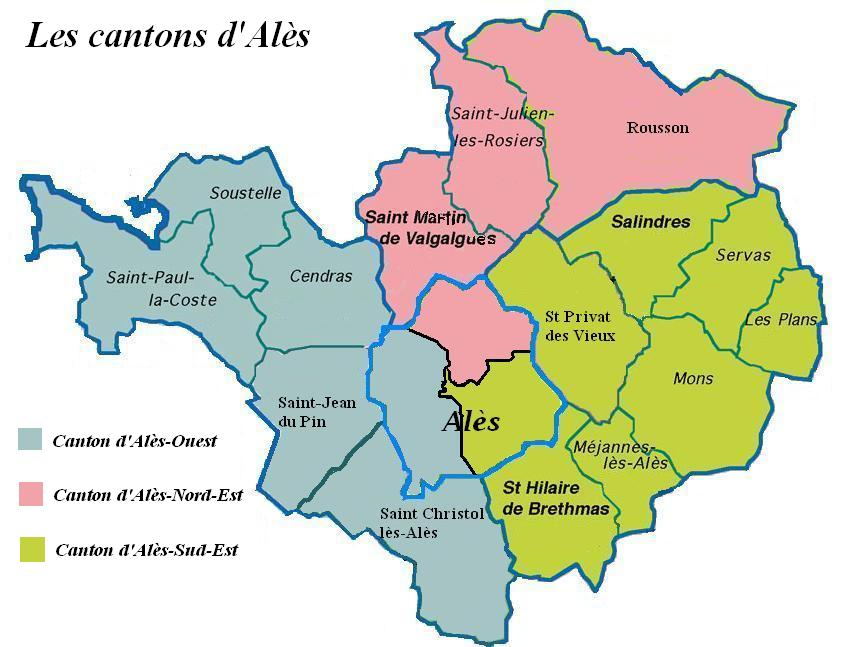
Mapa de los cantones de Alès.

Es la cabecera de tres cantones. La población municipal se reparte entre estos tres del siguiente modo (en todos los cantones hay otras comunas cuya población no se ha tenido en cuenta):
- Alès-Nord-Est......... 10 950[3]
- Alès-Ouest............ 16 701[3]
- Alès-Sud-Est.......... 12 457[3]

## Monumentos y lugares turísticos

### Edificios y lugares públicos notables
- Arenas de Tempéras
- Colina de la Ermita (vestigios de un oppidum galorromano). Con una estatua de santa Catalina (patrona de los mineros), ofrece un punto de vista único sobre la ciudad.
- Fuerte Vauban. Rodeado con un parque, en verano es el lugar de numerosos espectáculos.
- Parque de la torre vieja. Jardín botánico, minigolf y juegos para niños.

### Iglesias
- Catedral de San Juan

### Museos
- Mina témoin que describe la historia del carbón en la región
- Museo biblioteca P.A.B. museo biblioteca Pedro André Benoit
- Museo Mineralógico de la Escuela de Minas de Alès. Este museo incluye tres colecciones: 
  - una colección mineralógica, internacional
  - una colección paleontológica, interesante panorama de organismos fósiles locales
  - una colección petrográfica, a vocación esencialmente pedagógica se dedica a las rocas y materiales naturales regionales.

### Equipamientos deportivos
- Estadio Pierre Pibarot

## Arte y cultura
- A principios de marzo, festival de cine Itinerancias que incluye una competición de cortometrajes.
- El fin de semana de la Ascensión, Feria de Alès.
- La semana de los Locos Cantantes de Alès, última semana de julio. 1000 coristas trabajan juntos durante una semana, bajo la dirección de jefes de coro internacionales, un homenaje musical a un gran cantante francófono. Concierto final el último sábado de julio.
- Escena Nacional Cráter teatro de Alès.
- Centro Mediterráneo de Literatura Oral. Centro de recursos regional. Centro de documentación, de formación.
- Cadena de televisión local TV Ceven.

## Ciudades hermanadas
- Bílina (República Checa)
- Kilmarnock (Reino Unido)
- Herstal (Bélgica)
- Santa Coloma de Gramanet (España)